# Džebel Arkanu
Mount Arkanu nebo Džebel Arkanu je hora v jihovýchodní Libyi o nadmořské výšce 1435 metrů v libyjské části Libyjské pouště v liduprázdné krajině přibližně 50 kilometrů západně od hranic s Egyptem a severozápadně od hranic se Súdánem. Přibližně 250 kilometrů severozápadně se nachází oázy Kufra. 

## Geografie
Hora se nachází v Libyjské poušti v okrese Kufra v Libyi, asi 300 kilometrů jihovýchodně od města El Tag. Přibližně 70 km od Mount Arkenu se nachází dvojice kráterů Arkenu. Hora vystupuje 500 metrů nad okolní náhorní plošinu Džilf al-Kabír a oázu v údolí. Masív Mount Arkanu má délku 28 kilometrů a je široký 18 km.
Hora je známa od roku 1892 z arabských zdrojů, poprvé byla prozkoumána v roce 1923 Ahmedem Hassaneinem. Hora se skládá z intruzívní žuly. Je odvodňována systémem malých vádí, největší je 15 km dlouhé a orientované z východu na západ. Vegetaci v něm tvoří keře, tráva a z ojedinělých stromů. 
Vádí se využívá jako pastvina. Beduíni každý rok přivedou stáda do údolí, zablokují vchod, který se nachází v nadmořské výšce 598 metrů kameny a po třech měsících se vrátí pro svůj dobytek zpět. 